# Eukoenenia austriaca
Espèce
Synonymes
- Koenenia austriaca Hansen, 1926
- Koenenia austriaca stinyi Strouhal, 1936

Eukoenenia austriaca est une espèce de palpigrades de la famille des Eukoeneniidae.

## Distribution
Cette espèce se rencontre dans des grottes des Alpes en Slovénie, en Autriche et en Italie.

## Liste des sous-espèces
Selon Palpigrades of the World (version 1.0) :
- Eukoenenia austriaca austriaca (Hansen, 1926) de Slovénie
- Eukoenenia austriaca peregrina Condé, 1990 d'Italie
- Eukoenenia austriaca stinyi (Strouhal, 1936) d'Autriche et d'Italie
- Eukoenenia austriaca styriaca Condé & Neuherz, 1977 d'Autriche

## Publications originales
- Hansen, 1926 : Biospeologia, 53. Palpigradi, (2e série). Archives de zoologie expérimentale et générale, vol. 65, p. 167-180.
- Strouhal, 1936 : Eine Kärntner Höhlen-Koenenia (Arachnoidea, Palpigradi). Zoologischer Anzeiger, vol. 115, no 7-8, p. 161-168.
- Condé & Neuherz, 1977 : Palpigrades de la grotte de Raudner, pros de Stiwoll (Kat. Nr. 2783/04) dans le paleozoIque de Graz, Styrie, Autriche. Revue Suisse de Zoologie, vol. 84, no 4, p. 799-806 (texte intégral).
- Condé, 1990 : Palpigrades (Arachnida) de grottes d'Europe. Revue Suisse de Zoologie, vol. 96, no 4, p. 823-840 (texte intégral).